# Húnabyggð
Húnabyggð ist eine Gemeinde im  Nordwesten von Island.
Sie entstand am 14. Mai 2022, als die Stadt Blönduós sich mit der Landgemeinde Húnavatn zusammenschloss. Außerdem erfolgte am 1. August 2024 die Eingemeindung von Skagabyggð.